# ダルハウジー・ロースクール
ダルハウジー・ロースクール(英 Dalhousie Law School)は、カナダ東海岸、ノバスコシア州の州都ハリファックス市にあるダルハウジー大学の法学部として1883年に創立され、慣習法を教える大学付属「ロースクール」としては、イギリス連邦において最も歴史がある。カナダ東海岸の主たるロースクールであり、カナダ全土から学生が集まり、カナダの「全国民ロースクール」として知られている。さらに、その国民的な名声、そして著しい卒業生の数en:Dalhousie_Law_School#Notable_alumniのおかげで、「州首相の教育の場」と呼ばれたことがある。北米の法学に関するコンソーシアムのメンバーでもある。

## 与えられる学位
- LLB: 法学士（米国ロー・スクールのJuris Doctor:JDに相当）
- LLM: 法学修士
- JSD: 博士
- 複数学位: LLB/MBA; LLB/MPA; LLB/MLIS; LLB/MHSA